# Assedio di Scutari (1478-1479)
Il quarto assedio di Scutari del 1478-1479 fu uno scontro combattuto tra l'Impero ottomano e la Repubblica di Venezia assieme alla resistenza albanese a Scutari durante la prima guerra ottomana-veneziana (1463-1479). Lo storico orientalista Franz Babinger ha definito l'assedio «uno degli episodi più importanti della lotta tra l'Occidente e la Mezzaluna». Una forza di circa 1 600 uomini veneziani e albanesi, assieme ad un numero molto più piccolo di donne, affrontarono una massiccia forza ottomana dotata di mezzi di artiglieria con un esercito stimato (sebbene ampiamente contestato) di 350 000 soldati. La battaglia fu così importante per Mehmed II che egli giunse personalmente ad assistere al trionfo.
Al seguito di diciannove giorni di bombardamenti sulle mura del Castello di Rozafa, gli Ottomani lanciarono cinque attacchi consecutivi che finirono tutti con la vittoria dei Veneziani. Mehmed II decise allora di attaccare e distruggere le piccole fortezze circostanti di Žabljak, Crnojevića, Drisht e Alessio, lasciando la fortezza di Scutari sotto assedio con lo scopo di far morire di fame gli occupanti. Decise quindi di tornare a Costantinopoli.
Alla fine della prima guerra turco-veneziana il 25 gennaio 1479, Venezia e l'impero ottomano firmarono un accordo di pace a Costantinopoli. In tale trattato si cedeva Scutari all'Impero ottomano. I difensori della fortezza furono portati a Venezia, mentre altri albanesi della regione si ritirarono sulle montagne. Scutari divenne poi sede del nuovo sanjak ottomano, il Sanjak di Scutari. Gli ottomani controlleranno la città fino a quando il Montenegro ne prese possesso nell'aprile 1913, dopo un assedio durato sei mesi.

## Contesto storico

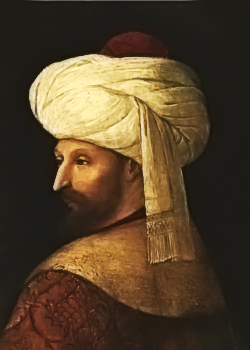
Mehmet II andò personalmente a guidare l'assedio

Scutari, nota anche come Shkodër, Skadar e Shkodra, era una città strategicamente importante nell'Albania Veneta. Dopo essere stata governata dalla nobile famiglia Balšić (Balsha) dal 1355, Scutari fu espugnata dagli Ottomani nel 1393. Essa venne poi riconquistata da Đurađ II Balšić nel 1395, per essere poi ceduta (insieme alle vicine fortezze di Drivast, Dagnum e Šas) alla Repubblica di Venezia nel 1396.
Dopo aver portato a termine con successo l'assedio di Costantinopoli del 1453, il sultano Mehmed II voleva conquistare la costa albanese per avere accesso nell'Adriatico e poter marciare su Roma.
Il condottiero albanese Giorgio Castriota Scanderbeg aveva contrastato il successo ottomano in Albania per un quarto di secolo attraverso la sua Lega di Alessio, un fronte unito delle forze albanesi che si formò nel 1444 per resistere ai Turchi. La lega venne sconfitta 1468 e Scanderbeg morì nello stesso anno Nell'ambito dell'assedio di Kruja del 1466-1467 e di altre schermaglie minori, alcune guarnigioni albanesi settentrionali erano riuscite a resistere grazie all'intervento veneziano.
Dal 1463 era in corso una guerra turco-veneziana. L'Impero ottomano desiderava espandersi, mentre i veneziani cercavano di proteggere le loro colonie commerciali. Venezia possedeva un certo numero di città albanesi, tra cui Scutari, che aveva conquistato nel 1396, motivo per cui decise di rinforzarle. Nel 1466 Venezia considerava Scutari il cuore e la capitale dell'Albania Veneta. Scutari rivestiva un'importanza cruciale anche per gli ottomani, tanto che, come riporta il cronista ottomano Aşıkpaşazade, essa rappresentava «la speranza del passaggio nelle terre d'Italia». Gli ottomani tentarono di prendere Scutari nel primo assedio del 1474, ma poiché il comandante Suleiman Pascià fallì nell'intento, Mehmed II pianificò un imponente assedio.
Nel frattempo, il sultano ottomano aveva altresì chiesto a Venezia di cedere Kruja, Scutari e altre città albanesi in cambio della pace. Per mettere la Serenissima sotto pressione, ordino a Iskender Bey di eseguire delle incursioni nel Friuli. Il conte Carlo da Braccio riuscì a respingere gli invasori, i quali prima di tornare in Bosnia saccheggiarono le campagne «i razziatori turchi arrecarono comunque un danno enorme e portarono via un gran numero di uomini e bestiame». Nonostante il grande timore suscitato da queste aggressioni, Venezia rifiutò di cedere alle richieste di Mehmed II, in quanto considerava Scutari il suo «ultimo bastione in Oriente».
Nel 1477 gli Ottomani conquistarono la maggior parte del territorio vicino a Scutari (nell'odierna Montenegro), impossessandosi del Principato di Zeta e di Žabljak, oltre a sconfiggere l'esercito di Ivan Crnojević nel 1478. Crnojević riconquisto velocemente Žabljak ma solo per breve tempo, mentre gli ottomani si concentrarono sul loro attacco a Scutari. Tra la popolazione di Scutari c'erano persone che erano sospettate di essere state comprate dagli ottomani e che si dichiaravano favorevoli alla resa della città.

## Forze in campo
La Repubblica di Venezia era intenzionata a difendere Scutari in ogni modo possibile. In attesa del nuovo attacco ottomano, i veneziani si prepararono inviando i loro ingegneri a rinforzare le fortificazioni secondo le più moderne tecniche e mantenendo un presidio di circa 800 soldati in città.
Alla fine del 1477, quando la nuova minaccia osmanica divenne imminente, molti mercenari veneziani abbandonarono Scutari. Per questo motivo? il Senato veneziano approvò finalmente le richieste di armamento da parte dei locali e autorizzò il reclutamento di soldati dai villaggi circostanti. Si pensava che le forti mura della città di Scutari avrebbero retto, considerando anche la presenza di una guarnigione difensiva composta da veneziani e gente del posto.
Nella primavera del 1478, Mehmed II convocò sia il Beylerbey Koca Davud Pasciá, sia il nuovo Beylerbey dell'Anatolia, Mustafa Bey. Lo storico Marino Barlezio (o Barleti), testimone oculare di questi avvenimenti da lui raccontati nel libro L'assedio di Scutari, riporta che si ipotizzava di impiegare nell'attacco fino a 350 000 soldati ottomani. Il cronista ottomano Kivami parla invece di una cifra più contenuta, pari a 100 000 unità.
Allo scopo di assistere gli assediati, Venezia decise di inviare delle galee sul fiume Bojana dal mare Adriatico, ma queste furono intercettate da un blocco navale ottomano nei pressi di Shirgj. Quando i turchi si avvicinarono a Scutari nel maggio 1478, il comandante veneziano Antonio da Lézze spedì donne e bambini nei villaggi sul mare, ma alcune donne rimasero per aiutare gli uomini. Circa 2 000 persone difesero il castello, mentre, dall'esterno, centinaia di uomini e giovani albanesi della regione compievano attacchi di guerriglia agli accampamento nemico. Le forze di Ivan Crnojević, con il supporto dei Ragusani, salparono sul lago e attaccarono le sentinelle ottomane di notte. Altre persone coinvolte nella difesa di Scutari furono Fra Bartolomeo Epiro, che aveva combattuto al fianco di Scanderbeg prima di prendere i voti, e Nicola Moneta.

## Considerazioni strategiche e tattiche

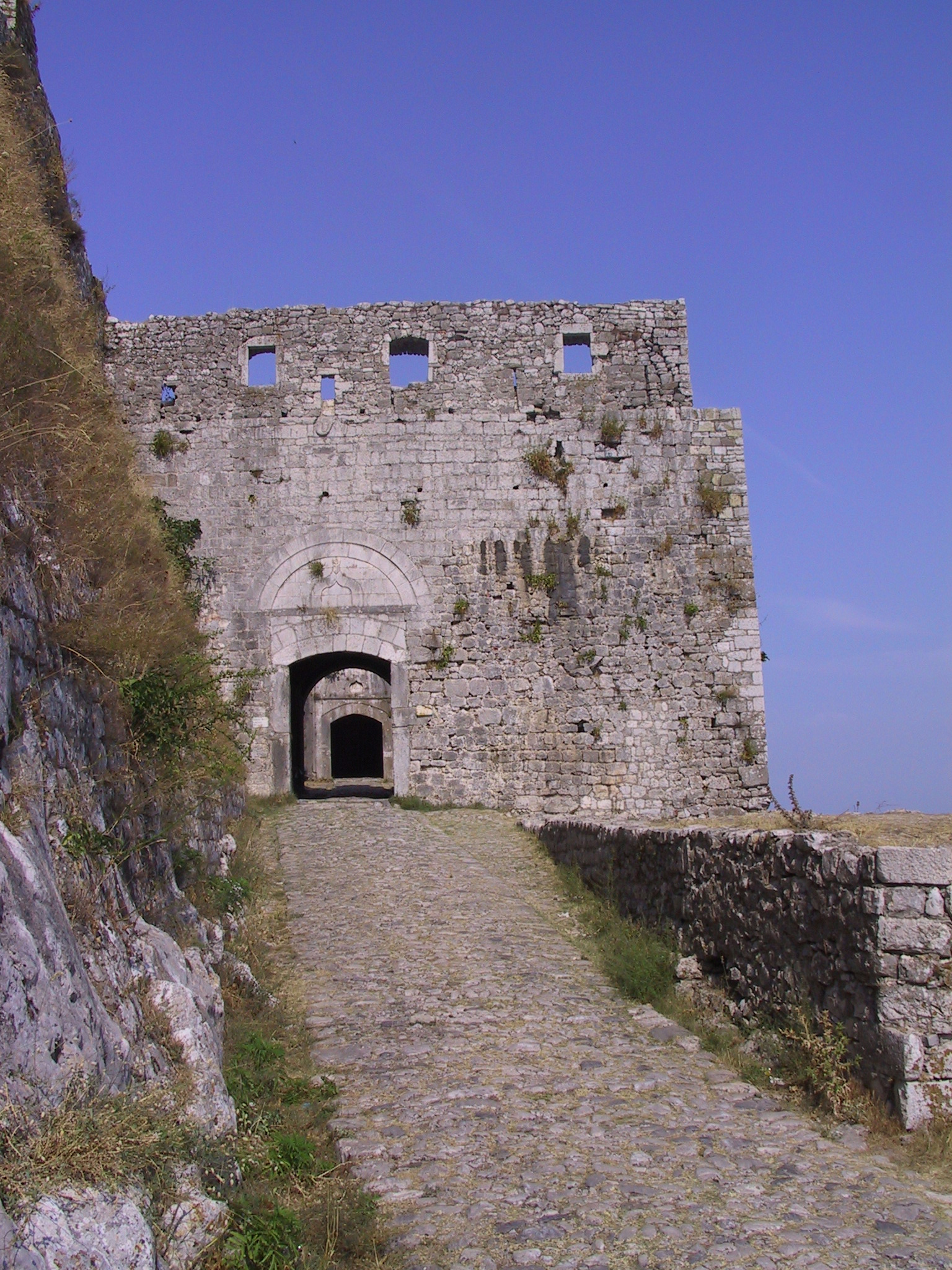
Porta veneziana (esterna), barbacane e porta illirica originale (interna) nella parte nord della fortezza

Il castello di Rozafa costituì il punto focale dell'assedio. Infatti, la posizione naturale e i rinforzi architettonici consentirono alla guarnigione in netta inferiorità numerica di resistere ai bombardamenti e ai successivi attacchi da terra da parte degli assedianti. Il castello era considerato il nucleo centrale di un insieme di fortezze difensive che includeva Zabljak, Drisht e Alessio.
La città di Scutari era stata bruciata e parzialmente distrutta dai turchi nel 1467, con il risultato che la popolazione si era trasferita nella fortezza per ragioni di sicurezza. Come accennato, la struttura difensiva rappresentava un luogo difeso da elementi naturali, ovvero dal lago di Scutari, da tre fiumi (Boiana, Drin e Kir) e dal mare Adriatico. Si riteneva che fosse «una specie di Termopili dove le alte montagne restringevano il passaggio tra il lago e il mare». Tutte le facce del monte erano ripide, ma la parete nord lo era di meno e ci si poteva arrampicare più facilmente. I cronisti ottomani riferiscono delle difficoltà da affrontare per salire sul monte fortezza.
Prevedendo una guerra d'assedio, nel 1458 gli ingegneri veneziani Andrea e Francesco Venier e Malchiore da Imola disegnarono i piani di rinforzo della cittadella e un sistema a cisterna progettato per raccogliere l'acqua piovana. Inoltre, i veneziani aggiunsero un barbacane e un cancello in più per rafforzare quello che (correttamente) ritenevano rappresentasse il punto maggiormente esposto.
Nell'assedio ottomano fallito del 1474, le mura esterne furono danneggiate in modo significativo. Secondo il resoconto di Barlezio, i cittadini ricostruirono le mura, ma quando sentirono che gli osmanici si stavano avvicinando di nuovo con un esercito ancora più ampio, edificarono fortificazioni secondarie e supplementari fatte di legno e terra.

## Svolgimento

### 1478

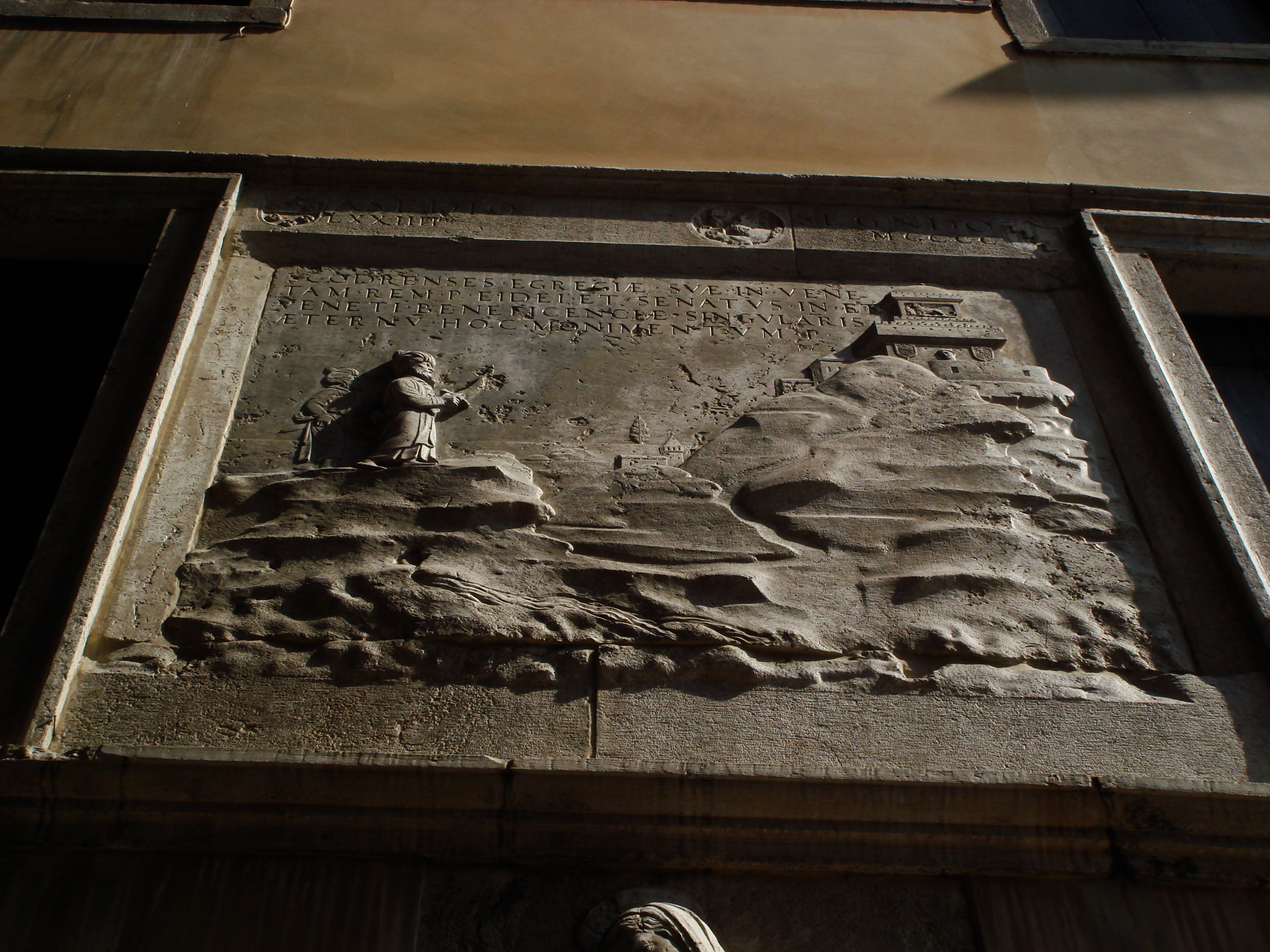
Un rilievo che commemora l'assedio della scuola degli albanesi del XV secolo a Venezia

Nella primavera del 1478, Mehmed II inviò degli esploratori e poi i suoi comandanti in direzione di Scutari, provocando il panico nelle campagne. Il 14 maggio arrivarono a Scutari i primi soldati, ovvero 8 000 akinci guidati da Ali Bey, 4 000 cavalieri agli ordini di Iskender Bey e 3 000 cavalieri al comando di Malkoch (Malkoçoğlu). I cittadini intensificarono il loro lavoro per fortificare la cittadella, aggiungendo difese secondarie in previsione delle cannonate ottomane e dei danni che avrebbero causato alle mura esterne. Gli aggressori diedero fuoco ai villaggi circostanti e molti cittadini della regione di Scutari fuggirono verso località ritenute più sicure. Cinque giorni dopo arrivò il pascià di Rumelia, Davud, e si accampò sulla collina a nord del castello, la quale sarebbe divenuta nota come "Collina del Pascuà". Lì sarebbe stata posizionata gran parte della artiglieria ottomana, approssimativamente alla stessa altitudine della fortezza. I difensori erano di stanza su tutti i lati, ma concentravano le loro risorse nell'area del cancello principale, dove i turchi intendevano fare breccia.
Intorno al 5 giugno, Davud Pascià scalò la montagna di San Marco (oggi monte Tarabosh, di fronte al castello a ovest) per osservare le posizioni e le strategie. Diversi giorni dopo, arrivò il pascià dell'Anatolia (Mustafa Bey) portando circa 46 000 cavalieri. Il 15 giugno, circa 5 000 giannizzeri del sultano arrivarono per prepararsi all'arrivo di Mehmed II atteso per il 1º luglio. Mehmed II si trovava a Kruja per concludere l'assedio della città. Agli assediati fu data la scelta di rimanere e sottomettersi al dominio ottomano o partire via sani e salvi con i loro averi. Poiché questi scelsero la seconda opzione, il sultano ordinò ai suoi uomini di «decapita[rl]i senza pietà». Il 16 giugno 1478 Kruja era sotto il controllo ottomano. I soldati di Mehmed II continuarono a raggiungere Scutari per tutta la metà di giugno. Intorno al 18 giugno, una delegazione di ambasciatori ottomani chiese agli abitanti di arrendersi, offrendo pace e ricompense; in alternativa, avrebbero incontrato la tortura e l'esecuzione. A nome degli abitanti, Pietro Pagnano rifiuto l'offerta.
Il 22 giugno furono installati i primi due cannoni ottomani che iniziarono a sparare sulla città. L'11 luglio sparavano i propri colpi undici cannoni e due mortai, i cui proiettili esplodevano all'impatto. Babinger ha sottolineato la presenza dell'artiglieria di enorme calibro e di «razzi incendiari, sfere di stracci impregnate di cera, zolfo, olio e altri materiali infiammabili» che erano stati «usati per la prima volta» in assoluto. Anche gli assediati erano dotati di artiglieria. Il sacerdote Marino Barleti riferisce il numero dei colpi giornalieri subiti, parlando di un totale di oltre 3 200 botte. Joseph von Hammer-Purgstall ha teorizzato come cifra quella di 2 534 colpi totali.
L'11 luglio il sultano lanciò il primo dei cinque assalti a terra. La salita si rivelò difficile per i soldati ottomani, che furono respinti in tutte le occasioni. Il 27 luglio, gli osmanici lanciarono il loro quinto e ultimo assalto. Giacobbe Moneta spronò le sue truppe in difficoltà; poco dopo, il sultano scalò la collina di Pascià per osservare la battaglia. Determinato a trionfare, il sultano ordinò un pesante fuoco d'artiglieria simultaneamente all'assalto a terra, provocando almeno tre casi di devastante fuoco amico sugli ottomani. Incredibilmente, la fortezza resistette ancora una volta.
Barlezio afferma che le frecce lanciate dagli arcieri ottomani erano così abbondanti che gli assediati le usavano per accendere i fuochi. Lo storico veneziano Marco Antonio Sabellico riporta per iscritto i resoconti aneddotici di testimoni oculari all'interno del castello, come ad esempio: «Un gatto malandato, spaventato dal suo nascondiglio dalle grida di guerra, cadde trafitto da undici [frecce] contemporaneamente».
Il 30 luglio, il sultano riunì il suo consiglio generale allo scopo di pianificare un sesto attacco a terra, ma fu convinto a fermare gli attacchi verso gli occupanti del castello che, secondo lo storico ottomano Kivami, si stavano difendendo «come tigri sulle cime delle montagne». Alla fine di agosto, il sultano ordinò ai suoi comandanti di attaccare le fortezze più piccole vicine che stavano fornendo ausilio a Scutari. Žabljak, «dove Ivan Crnojevic (1465-1490) si era elevato a signore della Zeta» e aveva istituito una sua corte, si arrese al governatore di Rumelia quasi senza colpo ferire. «Drisht, tuttavia, resistette coraggiosamente», ma gli Ottomani la catturarono senza grosse complicazioni il 1º settembre 1478, avvalendosi della loro artiglieria. 300 prigionieri di Drisht furono portati a Scutari e giustiziati alla vista degli assediati. In seguito gli aggressori marciarono su Alessio, ma la trovarono quasi completamente abbandonata; sul fiume Drin catturarono due galee veneziane con 200 marinai, che furono portati vicino alle mura di Scutari e uccisi davanti a tutti.
Mehmed II ordinò la costruzione di un ponte sul fiume Bojana per impedire alle navi veneziane di giungere in aiuto di Scutari attraverso il mare Adriatico. Ordinò a una forza d'assedio di rimanere a Scutari guidata da Gedik Ahmet Pascià tra i 10 000 e i 40 000 soldati per far morire di fame la città e obbligarli ad arrendersi. Alla fine, «deluso dal risultato della sua campagna albanese, Mehmed II iniziò il viaggio di ritorno a Costantinopoli» con 40 000 uomini.

### 1479
Nel novembre del 1478, mentre le operazioni belliche procedevano e gli assediati erano allo stremo, Antonio Da Lézze (il provveditore della città) continuò a chiedere aiuto alla Repubblica di Venezia, la quale si convinse a inviare dei rinforzi. Quattro giorni dopo, tuttavia, la decisione fu annullata. Il 25 gennaio 1479, la Repubblica di Venezia e l'Impero ottomano firmarono il trattato di Costantinopoli, ai sensi del quale Scutari veniva ceduta a Mehmed II a condizione che i cittadini fossero risparmiati. Venezia non includeva il suo alleato Ivan Crnojević in questo trattato di pace, motivo per cui quest'ultimo fu costretto a lasciare Zeta e trovare rifugio in Italia. Il trattato fu ratificato a Venezia il 25 aprile 1479. Gli abitanti del castello dovettero scegliere tra emigrare a Venezia o vivere sotto il dominio dei loro nemici. Marino Barlezio registra che ogni cittadino scelse di partire. Furono 450 gli uomini e altrettante le donne che uscirono indenni coi loro averi da Scutari, in quanto Antonio Da Lezze, con astuta prevenzione, aveva preteso la consegna di ostaggi, nello specifico alti ufficiali dell'esercito ottomano, prima di consegnare la città. Babinger ha sostenuto che dopo il trattato di pace del 1479 le vecchie famiglie albanesi «come gli Arianiti, i Dukagjins, i Castriotas, i Musachi e i Topia furono costretti a rifugiarsi a Venezia a Napoli, o nel resto d'Italia».
Molti albanesi, tuttavia, rimasero nella loro patria. Alcuni si convertirono all'Islam, mentre altri si ritirarono più in profondità nelle montagne e organizzarono insurrezioni occasionali, allestendo piccoli gruppi di resistenza contro gli ottomani fino al XIX secolo.

## Conseguenze

### Politiche
Dopo la caduta di Scutari nel 1479, gli ottomani potevano dirsi in controllo dell'intero territorio albanese e potevano concentrarsi sull'avanzamento verso l'Italia. Il cronista ottomano Aşıkpaşazade (1400-1481 circa) scrive con entusiasmo: «Scutari è stata conquistata, una fortezza vicino a terra e mare [...] la speranza del passaggio in Italia!». Successivamente, i turchi si cimentarono davvero nel tentativo di invadere l'Italia nel luglio 1480 con la battaglia di Otranto. L'Albania assunse una funzione così strategicamente importante per l'assalto di Otranto che Gedik Ahmet Pascià la utilizzò come stazione di rifornimento e punto di fuga in caso di necessità. Goffman ha ricostruito una battaglia del 1548 avvenuta al largo della costa di Préveza in cui una flotta ottomana inferiore guidata da Barbarossa, il quale ingaggiò battaglia contro le galee cattoliche capeggiate da Andrea Doria. Lo scontro si dovette perlopiù a causa dei nuovi rinforzi provenienti dalle coste albanesi controllate dagli ottomani. Trentasei delle navi cattoliche furono catturate, mentre Barbarossa non ne perse nessuna.
A Scutari e in altre parti dell'Albania settentrionale gli ottomani trasformarono le chiese in moschee e incentivarono la conversione all'Islam. Secondo l'albanologo Robert Elsie, circa il 30-50% della popolazione dell'Albania settentrionale si convertì definitivamente all'inizio del XIX secolo. Lo storico ha affermato: «Si sono convertiti [...] non per ragioni teologiche, ma principalmente per sfuggire all'oppressione e al rigido sistema di tassazione». L'attività missionaria francescana contribuì ad arginare lo scenario di conversioni di massa; ciò non bastò a rallentare la crescita del numero di fedeli islamici «continuarono senza sosta nel corso dei secoli XVIII e XIX».
Scutari divenne un centro amministrativo e militare noto come sangiacato fino al 1867, quando si fuse con il sangiacato di Skopje per formare il Vilayet di Scutari. Nel 1912, l'Albania dichiarò l'indipendenza dall'impero ottomano, ottenendo il favore della Conferenza degli ambasciatori di Londra.

### Computo delle vittime
Franz Babinger ha sostenuto che gli ottomani persero «12 000 delle loro migliori truppe» nell'attacco del solo 22 luglio, oltre a registrare nuove vittime nell'assalto del 27 luglio; la guarnigione di Scutari avrebbe invece perduto 400 uomini il 22 luglio. Lo storico ottomano Kemalpaşazâde (1468-1534) riporta che «centinaia di infedeli e musulmani morivano ogni giorno e altre centinaia fuggivano con teste ferite [...] gonfie di grumi e crateri come la superficie della luna». Un altro storico ottomano, Tursun Beg (1426 circa-1491), scrive: «ci furono le premesse per una grande guerra e uno spietato spargimento di sangue che mai si era visto prima nella storia». Anche Marino Barlezio parla di migliaia di vittime ottomane e di centinaia di vittime veneziane. Lo storico albanese Aleks Buda, nella sua analisi delle cronache veneziane dell'evento, ha concluso che dei circa 1 600 uomini e donne che combatterono nella cittadella sopravvissero circa 450 uomini e 150 donne.

## Arte e letteratura

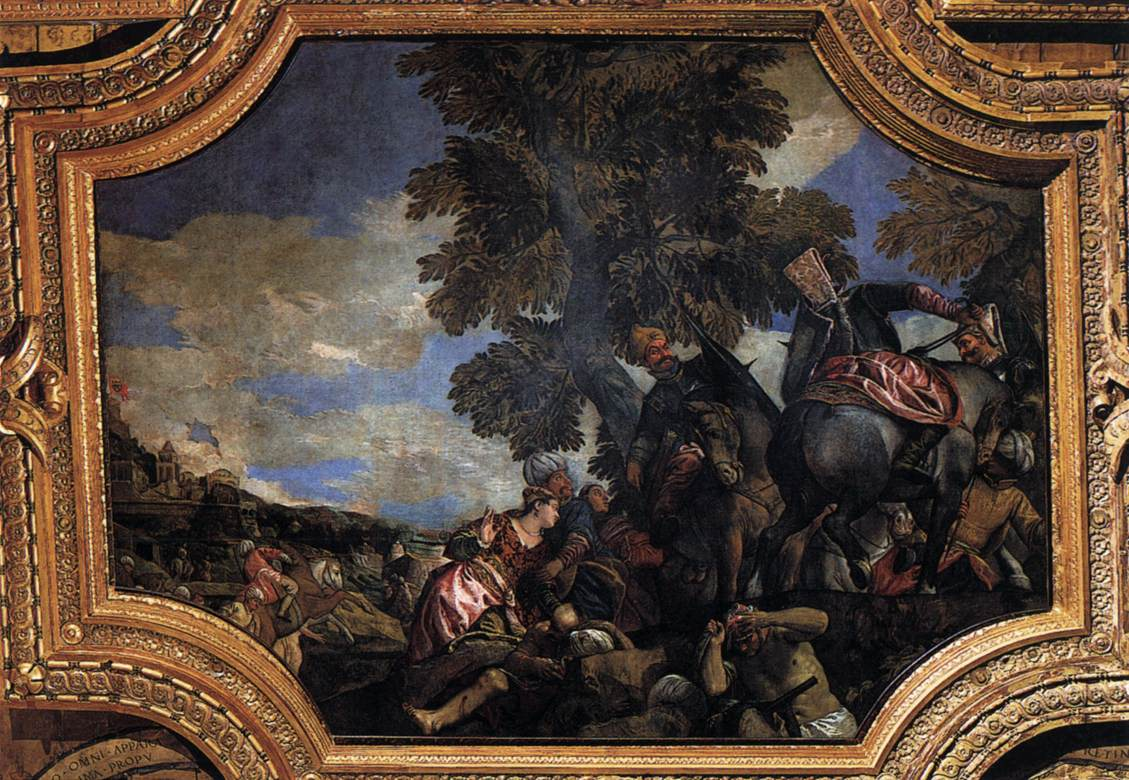
L'assedio di Scutari di Paolo Veronese nel Palazzo Ducale raffigura una nobildonna presa prigioniera

L'assedio di Scutari è raffigurato in diverse opere di letteratura e arte europea. La facciata della vecchia scuola degli albanesi a Venezia contiene un bassorilievo realizzato da uno scultore sconosciuto e collocato lì nel 1532 (esso è a tato erroneamente attribuito a Vittore Carpaccio). Mehmed II è raffigurato con il suo Gran Visir sotto una scogliera su cui è arroccato il castello di Rozafa.
Ai valorosi comandanti di entrambe le battaglie del 1474 e del 1478, ovvero Antonio Loredan e Antonio da Lézze, è riservata la riproduzione dei loro stemmi. L'iscrizione latina può essere così tradotta: 
Nel 1503, Marino Becichemo scrisse e pubblicò un panegirico sull'assedio, in lode della Repubblica di Venezia. Nel 1504 venne pubblicato a Venezia l'Assedio di Scutari di Marino Barlezio (De obsidione Scodrensi). Si tratta di un resoconto di prima mano che fu presentato al Senato veneziano e che venne poi ripubblicato più volte e tradotto in altre lingue europee nel XVI secolo (anche in albanese). Nel 2018 la studiosa veneziana Lucia Nadin ha scoperto un manoscritto di Marino Barlezio, risalente al 1500 circa, che viene ritenuto presumibilmente il manoscritto originale del De obsidione Scodrensi.
Nel 1585, Paolo Veronese dipinse L'assedio di Scutari, un olio su tela che si trova sul soffitto del Palazzo Ducale di Venezia. Nel 1860, Giuseppe Lorenzo Gatteri descrisse la grande battaglia del 27 luglio con un'incisione intitolata I Turchi respinti a Scutari.

### Fonti primarie
- Marino Barlezio, De obsidione Scodrensi [L'assedio di Scutari], Venezia, B. de Vitalibus, 1504.
- Marino Barlezio, The siege of Shkodra: Albania's courageous stand against Ottoman conquest, 1478, traduzione di David Hosaflook, Tirana, Onufri Publishing House, 2012.
- Aşıkpaşazade, Tursun Beg, et al., Shkodra 1478-1479, in Selami Pulaha, Lufta shqiptaro-turke në shekullin XV: Burime osmane [Le guerre turco-albanesi nel XV secolo: fonti ottomane], Tirana, Universiteti Shtetëror i Tiranës, Instituti i Historisë dhe Gjuhësisë, 1968.
- Injac Zamputi, Dokumenta të shekullit XV për historinë e Shqipërisë v. IV (1479-1506) [Documenti del XV secolo sulla Storia dell'Albania, v. IV (1479-1506)], Tirana, Universiteti Shtetëror i Tiranës, Instituti i Historisë dhe Gjuhësisë, 1967.

### Fonti secondarie
- (EN) Franz Babinger, Mehmed the Conqueror, New Jersey, Princeton University Press, 1992, ISBN 978-0-691-01078-6.
- (BS) Zarija M. Bešić, Istorija Črne Gore: Od kraja XII do kraqja XV vijeka [Storia del Montenegro: dalla fine del XII alla fine del XV secolo], vol. 2, Red. za istoriju Črne Gore, 1970.
- (SQ) Selami Pulaha, Lufta shqiptaro-turke në shekullin XV. Burime Osmane [Le guerre turco-albanesi nel XV secolo: fonti ottomane], Tirana, Universiteti Shtetëror, 1968.
- (DE) Oliver Jens Schmitt, Das venezianische Albanien (1392-1479), Oldenbourg, 2001, ISBN 3-486-56569-9.
- (BS) Dragoslav Srejović, Istorija srpskog naroda. Od najstarijih vremena do maričke bitke (1371) [Storia del popolo serbo. Dalle origini alla battaglia di Marica (1371)], vol. 1, Belgrado, Srpska književna zadruga, 1981, OCLC 456125379.
- (DE) Joseph Von Hammer, Geschichte des osmanischen Reiches, Grossentheils aus bisher unbenützten, Handschriften und Archiven], Pest, C.A. Hartlenben's Verlage, 1828,  pp. 154-171.
- Alvise Zorzi, La Repubblica del Leone. Storia di Venezia, Milano, Rusconi, 1979.